# Grabowiec (Osiek)
Grabowiec – część miasta Osiek w Polsce położona w województwie świętokrzyskim, w powiecie staszowskim, w gminie Osiek. Obecnie osiedle domków jednorodzinnych w Osieku, otoczone licznymi, gęstymi lasami, w tym licznymi łąkami, polami, w sąsiedztwie cegielni OSIEK. Nie posiada odrębnych władz administracyjnych, należy do miasta Osiek.
W przeszłości był to przysiółek Osieka. Dzielił się na: Grabowiec Południowy i Grabowiec Północny. W wyniku rozrostu dzisiejszego miasta Osiek, włączono go w jego skład. Obecnie przekształcił się w odrębne osiedle mieszkaniowe. Procesu scalania z miastem Osiek, dokonano w momencie odzyskania praw miejskich w 1992 roku. A odebranych Osiekowi przez władze ówczesnego zaborcy rosyjskiego za udzielanie pomoc powstańcom przez ludność miejscową (lokalną) w 1864 roku.

## Geografia
Integralna część miasta Osiek – Grabowiec położona jest 16,5 km na północny wschód od Połańca; 17,3 km na zachód, południowy zachód od Tarnobrzega; 20,1 km na wschód od Staszowa i 25,3 km na zachód, północny zachód od Nowej Dęby leżąc na wysokości 177,7 m n.p.m.

## Lokalizacja
Samo osiedle znajduje się między włościami cegielni OSIEK, ulicą Klimontowską, ulicą MB Sulisławskiej. Wśród ludności miejscowej (lokalnej) zachował się utrwalony wcześniej podział na: Grabowiec Południowy i Grabowiec Północny. W dużej mierze zabudowane jest domkami jednorodzinnymi z lat 70., 80., 90. XX wieku, jak i nowszymi.

## Literatura
1. Bielec Jan (red.), Szwałek Stanisława: Wykaz urzędowych nazw miejscowości w Polsce. Ministerstwo Administracji, Gospodarki Terenowej i Ochrony Środowiska. T. I: A - J. Warszawa: GUS, 1980. Brak numerów stron w książce